# ГЕС Глендоу
ГЕС Глендоу (англ. Glendoe Hydro Scheme0 — гідроелектростанція в центральній Шотландії. Введена в експлуатацію у 2009 році, вона стала першою ГЕС потужністю понад 50 МВт, спорудженою у Великій Британії за кілька десятиліть.
Для роботи станції використовується вода із ряду східних приток озера Лох-Несс, які дренують північну частину Грампіанських гір. Водосховище для накопичення ресурсу створили на річці Tarff за допомогою кам'яно-накидної греблі з бетонним облицюванням висотою 32 метри та довжиною 911 метрів. Вона утримує водойму площею поверхні 1,5 км2 та об'ємом 13 млн м3 (корисний об'єм 8 млн м3), з нормальним коливанням рівня між позначками 624 та 631 метр НРМ.
Окрім природного стоку, до водосховища надходить додатковий ресурс, передусім через східну систему, що включає дванадцять водозаборів у сточищі річки Fechlin (лівий виток Foyers, яка впадає у північну частину Лох-Несс). Крім того, є чотири водозабори поблизу сховища: на північ від нього, де близько підходять витоки однієї з лівих приток Fechlin, та на південний захід, зі сточища Uisg-a'Chaime (ліва притока Tarff, яка впадає в нього нижче від греблі). В цілому водозбірна мережа включає тунель довжиною 8,7 км перетином 4,8х5 метрів та водоводи загальною довжиною 8,2 км з діаметром від 0,75 до 2 метрів.
Підвідний дериваційний тунель, який прямує від сховища до машинного залу у північно-західному напрямку, має довжину 6,3 км, діаметр 5 метрів та забезпечує створення напору у 605 метрів. Особливістю схеми є відсутність верхнього балансуючого резервуару. Крім того можливо відзначити, що до тунелю подається ресурс із сімнадцятого водозабору у верхів'ї Allt Doe (ще одна ліва притока Лох-Несс, яка впадає в нього між Tarff та Fechlin).
Машинний зал станції споруджений у підземному виконанні на глибині 250 метрів. Він має розміри 47х19,5 метра при висоті 32 метри та доступний через тунель довжиною 1,3 км. Крім того, у меншому підземному залі розміщено трансформаторне обладнання. ГЕС оснащена однією турбіною типу Пелтон потужністю 100 МВт, яка повинна виробляти 180 млн кВт-год електроенергії на рік. Відпрацьована вода вівдодиться до Лох-Несс по тунелю довжиною 1,5 км із таким саме діаметром 5 метрів.
Невдовзі після введення станції в експлуатацію, у серпні 2009 року, в підвідному дериваційному тунелі стався обвал, який перекрив його протягом кількох сотень метрів. Ремонтні роботи тривали три роки та включали прокладання на заміну заваленої ділянки двох нових тунелів довжиною 0,9 та 0,2 км.